# Classe Zemchug
Le classe Zhemchug (progetto 43 secondo la classificazione russa) erano delle motovedette fabbricate in Unione Sovietica tra il 1934 ed il 1937. Conosciute anche come classe Brilliant, dal punto di vista tecnico, il progetto era il medesimo dei dragamine classe Fugas, anche se private delle attrezzature specifiche per il dragaggio.

## Il servizio
Ne furono realizzate complessivamente quattro esemplari, entrati in servizio con il Dipartimento della Guardia Frontiera nell'Artico. Durante la seconda guerra mondiale, vennero modificate con l'installazione di ulteriori tre cannoni da 37mm.
Due esemplari andarono perduti durante le ostilità.
- Brilliant: affondata da tre Junkers Ju 88 il 12 maggio 1942, fu recuperata nel settembre dello stesso anno. Riparata, tornò in servizio il 3 novembre 1942, ma fu definitivamente affondata dal sottomarino U-957 il 23 settembre 1944.
- Zhemchug: affondata l'11 agosto 1941 dal sottomarino U-451.
- Rubin
- Sapfir